# Języki bantu J
Języki bantu J – grupa geograficzna języków bantu używanych w Kenii, Tanzanii, Ugandzie i Demokratycznej Republice Konga, utworzona w klasyfikacji Tervuren i zaadaptowana przez J.F. Maho do klasyfikacji Guthriego.

## Klasyfikacja
Poniżej przedstawiono klasyfikację języków bantu według J.F. Maho. Klasyfikacja Ethnologue bazuje na klasyfikacji Guthriego, jednak odbiega od niej znacznie, m.in. stosuje inny kod – trzyliterowy oparty na ISO 639 i inaczej grupuje języki.

### JD40Języki konzo-ndandi
JD41 konjo – konzo
JD42 ndande – ndandi, kinande, włączając shu i yira
JD43 zob. D40

### JD50Języki shi-hunde
JD501 nyindu
JD502 yaka
JD51 hunde – kobi
JD52 haavu
JD53 shi – nyabungu
JD531 tembo
JD54 zob. D50
JD55 zob. D50
JD56 bwari – kabwari

### JD60Języki rwanda-rundi
JD61 rwanda – kinyarwanda
JD62 rundi – kirundi
JD63 fuliiro
JD631 vira – joba
JD64 subi – szubi, „sinja”
JD65 hangaza
JD66 ha – kiha
JD67 vinza

### JE10Języki nyoro-ganda
JE101 gungu
JE102 talinga-bwisi
JE103 ruli – luduuli
JE11 nyoro – kyopi
JE12 toro
JE121 hema
JE13/14 nkore-kiga
JE13 nyankole – nkole, (włączając hima?)
JE14 kiga – ciga
JE15 ganda – luganda
JE16 soga, włączając kenyi
JE17 gwere
JE18 zachodni nyala
JE10 – nowe języki:
JE10A runyakitara

### JE20Języki haya-jita
JE21 nyambo – „karagwe”
JE22 haya
JE22A kyamutwara
JE22B bugabo
JE22C bukara
JE22D ziba – kiziba
JE22E hanja – ki(h)anja
JE22F hangiro – ihangiro
JE22G missenyi
JE221 rashi – kirashi
JE23 zinza – dzindza
JE24 kerewe
JE25 jita
JE251 kawya
JE252 kara – regi
JE253 ruri – rori

### JE30Języki masaba-luhya
JE31 masaba
JE31a gisu
JE31b kisu
JE31c bukusu
JE31D syan
JE31E tachon – tatsoni
JE31F dadiri
JE31G buya
JE32 luhya
JE32a hanga – wanga
JE32b tsotso
JE32C marama
JE32D kisa
JE32E kabarasi – kabras
JE32F wschodni nyala
JE33 nyore
JE34 saamia
JE341 xaayo – khayo
JE342 marachi
JE343 songa
JE35 nyul – nyole

### JE40Języki ragoli-kuria(logooli-kuria)
JE401 ngurumi – ngoreme
JE402 ikizu
JE403 suba – włączając ivwang’ano, gase, kune, muulu, suuna i ngoe
JE404 shashi – sizaki
JE405 kabwa
JE406 singa † – cula
JE407 ware †
JE41 logooli – ragoli
JE411 idaxo – itoxo
JE412 isuxa – isukha
JE413 tiriki
JE42 gusii – kisii
JE43 kuria – koria
JE431 simbiti
JE432 hacha
JE433 surwa
JE434 sweta
JE44 zanaki
JE45 ikoma – nata
JE46 zob. E40